# Instinet
Die Instinet, LLC, Tochterunternehmen der japanischen Bankengruppe Nomura Holdings, ist ein amerikanischer Betreiber von Handelssystemen mit Sitz in New York City.

## Geschichte
Instinet, eines der ältesten Wall-Street-Unternehmen für elektronische Handelssysteme, wurde 1969 gegründet. Im Jahr 1987 wurde Instinet von Reuters übernommen. Der Börsengang von Instinet erfolgte im Jahr 2001, bevor die japanische Bankengruppe Nomura Holdings das Unternehmen im Jahr 2007 aufkaufte.
Schon im Oktober 2006 begann Instinet mit dem Aufbau des Multilateralen Handelssystems Chi-X, das am 30. März 2007, sechs Monate nach Firmengründung, den ersten Handelsbetrieb aufnahm.